# Stade municipal de Reus
Le Stade Municipal de Reus, également connu sous le nom d'Estadi Camp Nou Municipal, est un stade polyvalent situé à Reus, en Catalogne, en Espagne. Il est actuellement utilisé pour les matches de football et est le stade national du CF Reus Deportiu.

## Histoire
L'Estadi Municipal a été inauguré en octobre 1977 sous le nom de Camp Nou, nouveau stade du CF Reus Deportiu. Outre le stade de football, l'espace contient également un terrain de rugby et un terrain multisports. Le 26 mai 2016, la mairie de Reus a annoncé une rénovation du stade et de ses environs, y compris une adaptation aux critères de la Liga de Fútbol Profesional (LFP). 
En juin 2018, le stade a accueilli les matches du tournoi de football des Jeux méditerranéens de 2018.